# Manfred Martinschledde
Manfred Martinschledde (* 4. Januar 1939 in Dortmund) ist ein ehemaliger deutscher Fußballtorwart. In den Jahren 1963 und 1964 bestritt er acht Länderspiele für die deutsche Fußballnationalmannschaft der Amateure.

## Laufbahn

### Verein, 1948 bis 1970
Der Schüler Manfred Martinschledde eröffnete 1948 in der Jugendabteilung des Hörder SC seine Laufbahn im Vereinsfußball. In den ersten Jahren wurde er durch seine Gabe der Beidfüßigkeit im Angriff eingesetzt. Als er aber in der C-Jugend als Torhüter in die Kreisauswahl berufen wurde, begann seine eigentliche Laufbahn als Torwart. Das Talent durchlief alle Jugendklassen beim Hörder SC und sammelte danach die ersten Erfahrungen in der ersten Mannschaft im Seniorenbereich in der Bezirksklasse seines Jugendvereines.
Zur Runde 1961/62 wechselte er mit 22 Jahren aus sportlichen Gründen zum Amateurmeister des Jahres 1958, dem Hombrucher FV 09, in die Verbandsliga Westfalen, Gruppe zwei. Das leistungsfördernde Niveau der Verbandsligakonkurrenz durch den BV Brambauer, SC Dahlhausen, Lüner SV, SSV Hagen, Hasper SV, Dortmunder SC 95 und TuS Eving-Lindenhorst – dabei auch das Erleben und Bewältigen der intensiven „Derbyatmosphäre“ – bewirkten rasch bei dem Mann aus Hörde einen Leistungssprung und die Aufnahme in die Westfalenauswahl für den Amateur-Länderpokal. Mit dem FV 09 belegte Martinschledde 1962 und 1963 jeweils den sechsten Tabellenplatz. In der zweiten Saison in Hombruch, 1962/63, wurde er erstmals im April 1963 in die Amateurnationalmannschaft berufen. Nach dem fünften Rang 1963/64 in der Verbandsliga stand der Hombrucher FV vor einem personellen Umbruch. Ältere Spieler beendeten ihre Karriere und andere wechselten den Verein. Das Ergebnis war der Abstieg in der Runde 1964/65; daran konnten auch die Leistungen des achtfachen Nationalmannschaftstorhüters der DFB-Amateure nichts ändern. Martinschledde blieb durch seinen Wechsel zur Runde 1965/66 zum VfL Hörde aber in der Verbandsliga Westfalen und hütete beim VfL zwei Runden das Tor. Als Hombruch im Jahre 1967 der Wiederaufstieg in die Verbandsliga gelang, kehrte Martinschledde nach zwei Runden Hörde wieder zurück in das Tor der Hombrucher. Nach weiteren drei Runden Verbandsligafußball beendete er nach der Saison 1969/70 seine aktive Laufbahn. Mitentscheidend waren dabei für den 31-Jährigen eine Meniskusverletzung und die anstehende Meisterprüfung im Beruf.

### Amateurnationalmannschaft, 1963 bis 1964
DFB-Trainer Helmut Schön stellte im Herbst 1962/Frühjahr 1963 eine neue Amateurnationalmannschaft zusammen, mit dem Ziel sich für das Fußballturnier der Olympischen Sommerspiele 1964 in Tokio zu qualifizieren. Nach verschiedenen Sichtungen und Lehrgängen stand am 13. April 1963 das erste Länderspiel der neuen Mannschaft an. Gerhard Neuser war mit seinen fünf internationalen Einsätzen der Erfahrenste der Mannschaft. Neben Torhüter Martinschledde debütierten im Feld auch noch Harald Braner, Walter Birkhold, Wilfried Leydecker, Walter Liebich und Wilhelm Zott bei der 1:2-Niederlage in Alassio gegen Italien. Beim England-Turnier vom 15. bis 22. Mai mit vier Spielen war der Hombrucher Torhüter dabei, aber nur als Reservist, Sepp Maier von Bayern München hütete auf der Insel in allen Turnierspielen das Tor der DFB-Mannschaft. Zum zweiten Länderspieleinsatz kam Martinschledde am 5. Juni 1963 in Siegen bei dem 4:0-Erfolg gegen Japan.

DFB-Schreiben zum Internationalen Amateur-Turnier in Italien (1)

DFB-Schreiben zum Internationalen Amateur-Turnier in Italien (2)

Zu Beginn der Runde 1963/64 waren die zwei deutsch-deutschen Ausscheidungsspiele zur Teilnahme an den Qualifikationsspielen für die Olympischen Sommerspiele 1964 im September 1963 in Karl-Marx-Stadt und Hannover terminiert. Helmut Schön bezog mit der DFB-Mannschaft vom 8. bis 14. September ein Trainingslager in Hof zur unmittelbaren Vorbereitung der Spiele gegen die DDR-Auswahl. Martinschledde teilte sich mit Sepp Maier das Zimmer. Während der Woche tauchte Bayern-Trainer Zlatko Čajkovski im DFB-Quartier auf und verhandelte mit Trainer Schön um die vorzeitige Abreise seines Torhüters Maier, da dieser unbedingt am 15. September beim Regionalligaspiel gegen Kickers Offenbach benötigt würde. Schön gab dem Wunsch des FC Bayern nach, Sepp Maier fuhr umgehend nach München und Manfred Martinschledde rückte in das Tor für die zwei Spiele gegen die DDR. Beide Mannschaften gewannen ihre Heimspiele. Vor 50.000 Zuschauern setzten sich im Ernst-Thälmann-Stadion zu Karl-Marx-Stadt das bessere Kombinationsspiel und die individuelle Klasse der Fußballnationalmannschaft der DDR durch. Den schwungvoll agierenden rechten Flügel mit Rainer Nachtigall und Jürgen Nöldner bekam die Mannschaft von Helmut Schön nicht in den Griff. Da auch noch Heino Kleiminger und Kurt Liebrecht aus dem linken Mittelfeld ständig für Druck der Mannschaft von Trainer Károly Sós sorgten, war der 3:0-Erfolg durch Tore von Kleiminger, Stöcker und Nöldner auch in der Höhe verdient. Als bester Spieler der DFB-Elf wurde Manfred Martinschledde in der Berichterstattung – übereinstimmend in der BRD- wie auch in der DDR-Presse – hervorgehoben. Der 3:0-Erfolg der DDR in Karl-Marx-Stadt konnte durch den 2:1-Sieg der DFB-Amateure in Hannover aber nicht egalisiert werden und deshalb zog die DFV-Vertretung in die eigentliche Olympiaqualifikation gegen Holland und die Sowjetunion ein.
Die DFB-Amateure waren für das vorolympische Turnier im Oktober 1963 in Tokio eingeladen und Manfred Martinschledde erfuhr in der japanischen Metropole mit seinen Kameraden Eindrücke, die die bisherigen Maßstäbe seines Horizontes und Weltbildes für die Zukunft eindrucksvoll beeinflussen sollten. Sportlich gesellte sich in den Spielen gegen Japan B, Südvietnam und Japan der Turniersieg hinzu. Martinschledde bestritt dabei zwei, sein Vertreter im Tor, Horst Grunenberg, ein Spiel. Der besonders ausgeprägte Zusammenhalt und die Kameradschaft dieser Mannschaft zeigte sich auch bei dem Internationalen Amateur-Turnier vom 24. Mai – 2. Juni 1964 in Italien, wo der Torhüter aus Hombruch in allen drei Turnierspielen gegen Frankreich, England und Spanien das Tor der Nationalmannschaft hütete. Die Anreise erfolgte am 21. Mai nach Frankfurt, wo dann am 22. Mai vom Rhein-Main Flughafen der Abflug nach Genua mit der italienischen Fluggesellschaft Alitalia stattfand. Nach dem 1:1-Unentschieden im Finale am 2. Juni 1964 in Genua im Stadion Luigi Ferraris gegen Spanien wurde die deutsche Mannschaft durch Losentscheid zum Sieger bestimmt. Die Defensive war mit Torhüter Martinschledde, den Verteidigern Erhard Ahmann und Walter Liebich sowie der Läuferreihe Walter Birkhold, Wilhelm Zott und Spielführer Horst Kunzmann der Garant des Erfolges. Martinschledde hatte alle vier Länderspiele der Amateurnationalmannschaft im Jahre 1964 bestritten. Mit dem Finalspiel am 2. Juni 1964 in Genua endete seine Karriere in der Auswahl nach acht offiziellen Länderspielen und zwei „inoffiziellen“ gegen die DDR.

## Neben dem Platz
Martinschledde, den im Tor seine stoische Ruhe und sein perfektes Stellungsspiel auszeichnete, und der beruflich als Malermeister seinen Lebensunterhalt bestritt, lebt als Rentner mit Familie in Dortmund und pflegt freundschaftlichen Kontakt mit alten Hombrucher Fußballkollegen und der aktuellen Vorstandschaft des Hombrucher SV 09/72. In der zeitlichen Distanz schildert er auch den in letzter Sekunde geplatzten Wechsel in die Fußball-Bundesliga zum FC Schalke 04 zur Saison 1965/66; infolge des dortigen Trainerwechsels von Georg Gawliczek hin zu Fritz Langner kam der Vertrag nicht zustande, ohne Groll, mit Gelassenheit und Zufriedenheit ausstrahlend über seine sportliche Laufbahn.